# Largo da Academia Nacional de Belas Artes
O Largo da Academia Nacional de Belas Artes, coloquialmente Largo das Belas Artes, é um largo lisboeta situado na zona do Chiado e localizado na freguesia de Santa Maria Maior. É formado pela confluência da Rua Ivens com a Rua Vítor Cordon. O seu nome atual foi oficializado por edital de 6 de abril de 1982, substituindo o seu nome anterior Largo da Biblioteca Pública. A mudança de nome surgiu após um pedido por parte da Academia Nacional de Belas-Artes, já que tem sede no largo e tendo em conta que a Biblioteca Pública havia sido mudada para o Campo Grande, passando a chamar-se Biblioteca Nacional.